# Rote Feldpost

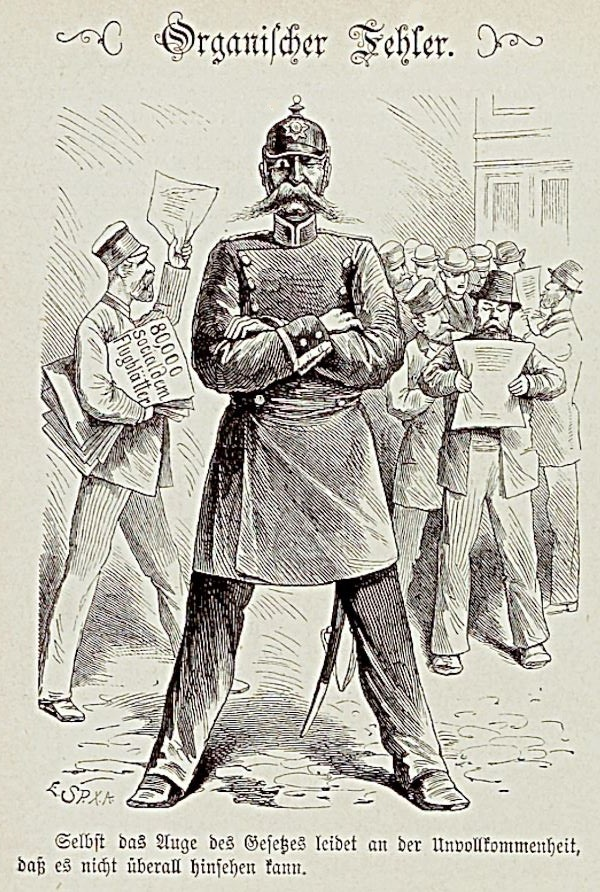
Verteilung sozialistischer Literatur im Rücken der Polizei.

Die Rote Feldpost wurde während des Sozialistengesetzes 1878 bis 1890 eingesetzt um verbotene Sozialistische Literatur, die im Ausland gedruckt wurde, nach Deutschland zu schmuggeln. Vor allem dem „Vertriebsleiter“ Julius Motteler ist es zu verdanken, dass z. B. Der Sozialdemokrat jede Woche durch die „Rote Feldpost“ illegal über die Grenze eingeschleust wurde und so verbreitet werden konnte.

## Geschichte
Zwei erfolglose Attentate von Max Hödel am 11. Mai 1878 und Karl Eduard Nobiling am 2. Juni 1878 auf Kaiser Wilhelm I. dienten Otto von Bismarck als willkommenen Anlass, mit einem Sozialistengesetz gegen die Sozialistische Arbeiterpartei vorzugehen.
Nachdem im Oktober 1878 das Bismarcksche Sozialistengesetz erlassen worden war, trat zunächst eine Destabilisierungsphase der Partei ein. Erst nachdem Bismarcks Versuch scheiterte, den Sozialdemokraten das aktive und passive Wahlrecht zu nehmen, und somit die Reichstagsfraktion als in dieser Zeit zugleich parteiführende Struktur gesichert war, gründeten einige ihrer Mitglieder Ende 1879 zur Stabilisierung das in der Schweiz gedruckte Exil-Parteiblatt Der Sozialdemokrat, sie war die bedeutendste international erschienene deutschsprachige sozialistisch-sozialdemokratische Zeitung. 1879 bis 1880 wurde Georg von Vollmar auf Vorschlag August Bebels Chefredakteur, zwischen 1880 und 1890 war Eduard Bernstein Redakteur der Zeitung.
Motteler emigrierte im November 1879 nach Zürich und organisierte von 1880 bis 1888, unterstützt von Joseph Belli, als Geschäftsführer den Schmuggel des Wochenblattes nach Deutschland und den reichsweiten Untergrundvertrieb. Er baute ein reibungslos funktionierendes Transport- und Verteilungssystem für die sozialistische deutsche Literatur im In- und Ausland auf, das unter dem Namen Rote Feldpost  in die Geschichte eingegangen ist.
Der illegale Vertrieb erfolgte per Schmuggel von der Schweiz aus über die württembergische Grenze und von dort weiter in die anderen Teile des Deutschen Reichs. Im sogenannten „Roten Postamt“ liefen die Fäden zusammen, Vertrauensmänner der „Roten Feldpost“ verteilten die Zeitungen über regionale „Feldpoststationen“. Zum Schutz der Mitglieder wurden Geheimschriften entwickelt sowie zuverlässige Deckadressen verwendet. Die meisten Vertrauensmänner waren Proletarier, die nicht nur eine lange und schwere Arbeit verrichten mussten, ihnen fiel es auch schwer zu schreiben. Die notwendige Korrespondenz mit Zürich war für sie also doppelt belastend. Der Vertrauensmann und die Arbeiter, die die sozialistische Literatur weiter vertrieben, hatten nicht nur die Polizei im Auge zu behalten, sondern den Unternehmer, der sie und ihre Familie durch Entlassung hart treffen konnte. Trotz aller geschickten Regsamkeit und entbehrungsreichen Einsatz konnte nur durch die Mitarbeit Hunderter Vertrauensleute und tausender Parteimitglieder in Deutschland das Rote Feldpostamt in Zürich seine Aufgabe erfüllen. Dies trug viel zum Aufbau und trotz Verbots sogar zur Stärkung von flächendeckenden örtlichen Strukturen der Partei bei. Motteler wurde daher unter seinen Parteifreunden mit dem Ehrennamen der rote Feldpostmeister gerühmt.
Mit dem illegalen Transit der sozialistischen Literatur und seinem Vertrieb in Deutschland war ein Abwehrsystem notwendig gegen Agenten und Spitzel der deutschen Polizei, sie versuchte die Rote Feldpost zu desorganisieren oder gar lahmzulegen. So entstand der Sicherheitsdienst die „Schwarze Maske“. Julius Motteler, der rote Feldpostmeister, wurde zugleich Chef der revolutionären Wachmannschaft. Er organisierte einen Abwehrdienst gegen konterrevolutionäre Agenten, Störer, Spione und Saboteure. Motteler verfügte über ein umfangreiches Netz von Vertrauensmännern innerhalb und außerhalb Deutschlands. Fragen, die sich auf Agenten und Spitzelabwehr bezogen, und Erkundigungen diesbezüglich konnte er jederzeit an sie richten. Diese umfasste eine ganze Bandbreite von einfachen Feststellungen über unbekannte Besteller der sozialistischen Literatur bis zu komplizierten, langwierigen und umfangreichen Recherchen zur Entlarvung von Agenten.
Von 1881 ab bezog die Partei, besonders während der Wahl-Kampagnen, aus der von Motteler verwalteten Kasse namhafte Zuschüsse. Mit der Erhöhung der Auflagen sozialistischer Literatur war die Errichtung von Geheimdruckereien in Deutschland zur Entlastung des illegalen Transits unbedingt notwendig. Bekannt ist, dass z. B. der Sozialdemokrat eine Zeitlang insgeheim in Stuttgart, Nürnberg, Altenburg, Hamburg und in Köln gedruckt wurde. Statt der ausgedruckten Nummern des Sozialdemokraten wurden die Bleiplatten an die Geheimdruckereien versandt. Nach dem Sturz Bismarcks im März 1890 und der Aufhebung des Sozialistengesetzes zum Oktober 1890 stellte man die Rote Feldpost ein.